# Mattias Nilsson (skidskytt)
Se även Mattias Nilsson (operasångare) och Mattias Nilsson (fotbollsspelare)
Mattias Nilsson, född 19 februari 1982 i Brunflo församling i Jämtland, är en svensk före detta skidskytt. Han är förbundskapten för det brasilianska skidskyttelandslaget. Den 27 september 2011 kom beskedet att han avslutar sin aktiva skidskyttekarriär.
Mattias Nilssons syster Anna Maria Nilsson är skidskytt, och hans mamma Marianne Nilsson är ledamot i Svenska Skidskytteförbundet. 
Hans största merit är ett guld i sprint i junior-VM 2002. Utöver guldet har han två åttondeplatser, i distans 2002 och 2003, och en tiondeplats i jaktstart 2002 som bästa meriter i junior-VM.
I OS har han kommit fyra med stafettlaget två gånger, i Turin 2006 och i Vancouver 2010. Individuellt har han en sjundeplats från distansen i Turin som bästa resultat.
Nilsson har ställt upp i sju världsmästerskap, det första i Chanty-Mansijsk 2003. Hans bästa resultat är fyra sjätteplaceringar vilka han tog i stafetten i Oberhof 2004, mixstafetten i Pokljuka 2006, sprinten i Antholz 2007 och i stafetten i Östersund 2008.
I världscupen har han sex pallplatser, fyra i stafett och två individuellt. Han har varit med i vinnande stafettlag två gånger, 2005 i Oberhof och 2009 i Vancouver. Individuellt har han två tredjeplatser, den första i sprinten i Holmenkollen 2006 och den andra i Pokljuka 2007.
När vintersäsongen 2011/2012 närmade sig tog Nilsson över som förbundskapten i det brasilianska skidskyttelandslaget där endast två damer är verksamma.
Han jobbar för närvarande i den svenska ledarstaben för skidskyttelandslaget 
I maj 2018 meddelades att han från säsongen 2018–2019 tillsammans med Johan Olsson och Fredrik Uusitalo blir tränare för svenska herrlandslaget i längdskidåkning.